# Norco (Califòrnia)
Norco és una població dels Estats Units a l'estat de Califòrnia. Segons el cens del 2000 tenia 24.157 habitants.

## Demografia
Segons el cens del 2000, Norco tenia 24.157 habitants, 6.136 habitatges, i 4.945 famílies. La densitat de població era de 662 habitants/km².
Dels 6.136 habitatges en un 37,7% hi vivien nens de menys de 18 anys, en un 64,7% hi vivien parelles casades, en un 10,4% dones solteres, i en un 19,4% no eren unitats familiars. En el 13,7% dels habitatges hi vivien persones soles el 4,5% de les quals corresponia a persones de 65 anys o més que vivien soles. El nombre mitjà de persones vivint en cada habitatge era de 3,15 i el nombre mitjà de persones que vivien en cada família era de 3,43.
Per edats la població es repartia de la següent manera: un 22,4% tenia menys de 18 anys, un 8,8% entre 18 i 24, un 37,7% entre 25 i 44, un 24,5% de 45 a 60 i un 6,6% 65 anys o més.
L'edat mediana era de 36 anys. Per cada 100 dones de 18 o més anys hi havia 137,6 homes.
La renda mediana per habitatge era de 62.652 $ i la renda mediana per família de 66.204 $. Els homes tenien una renda mediana de 41.599 $ mentre que les dones 30.652 $. La renda per capita de la població era de 20.710 $. Entorn del 3,3% de les famílies i el 5,3% de la població estaven per davall del llindar de pobresa.

## Poblacions més properes
El següent diagrama mostra les poblacions més properes.